# Pantà de Sau
Pantà de Sau är en reservoar i Spanien.   Den ligger i provinsen Província de Barcelona och regionen Katalonien, i den östra delen av landet, 500 km öster om huvudstaden Madrid. Pantà de Sau ligger 401 meter över havet. Arean är 2,0 kvadratkilometer. I omgivningarna runt Pantà de Sau växer i huvudsak blandskog. Den sträcker sig 2,1 kilometer i nord-sydlig riktning, och 3,2 kilometer i öst-västlig riktning.